# 34e armée (Union soviétique)
 (mars 2018).
Si vous disposez d'ouvrages ou d'articles de référence ou si vous connaissez des sites web de qualité traitant du thème abordé ici, merci de compléter l'article en donnant les références utiles à sa vérifiabilité et en les liant à la section « Notes et références ».
Pour les articles homonymes, voir 34e armée.
La 34e armée était une unité de l'armée rouge durant la Grande Guerre patriotique.

## Historique opérationnel
L'armée est créée le 18 juillet 1941 durant la Seconde Guerre mondiale dans la région de Moscou.
Elle était constitué de la 245e division d'infanterie, 257e division d'infanterie, 259e division d'infanterie, 262e division d'infanterie, 25e division motorisée, 54e division motorisée, 171e régiment d'artillerie anti-tank, 759e régiment d'artillerie anti-tank, 16e train blindé et 59e train blindé.
Elle participe au front de l'Est à partir du 6 août 1941. Le 11 août 1941 elle se bat contre le 10e corps d'armée dans l'Oblast de Pskov, contre la 30e division d'infanterie et la 129e. En fin 1941 le front se stabilise dans la région de Demiansk.
En 1942 elle participe à la Poche de Demiansk. En 1944 elle intègre 27e armée.

## Liste des commandants
- Nikolaï Nilovitch Pronine (ru) - (18 juillet – 3 août 1941)
- Major-Général Kouzma Maksimovitch Katchanov (ru) - (3 août – 12 septembre 1941)
- Major-Général Piotr Fedorovitch Alferiev (ru)  - (12 Septembere – 25 décembre 1941)
- Major-Général Nikolaï Berzarine - (25 décembre 1941 – 14 octobre 1942)
- Lieutenant-Général Anton Lopatine - (14 octobre 1942 – 10 mars 1943)
- Lieutenant-Général Pavel Alekseïevitch Kourotchkine - (10 mars – 22 juin 1943)
- Lieutenant-Général Ivan Sovetnikov - (22 juin 1943 – 13 janvier 1944)